# Heinz-Hermann Schnabel

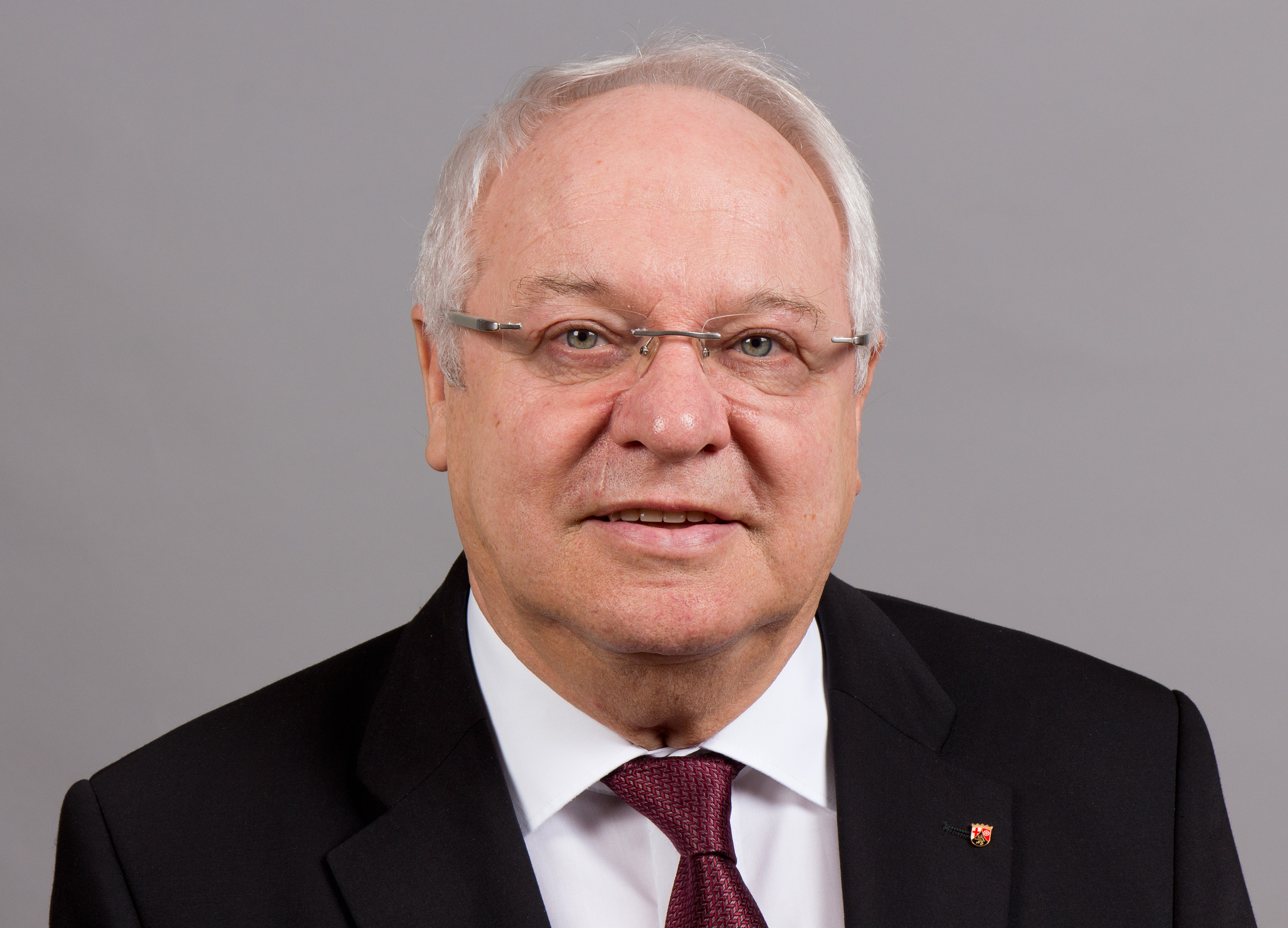
Heinz-Hermann Schnabel (2014)

Heinz-Hermann Schnabel (* 1. Januar 1945 in Erbes-Büdesheim, Rheinland-Pfalz) ist ein deutscher Politiker. Er war stellvertretender Fraktionsvorsitzender der CDU-Landtagsfraktion Rheinland-Pfalz und vom 18. Mai 2006 bis zum 17. Mai 2016 Vizepräsident des Landtages.

## Leben
Schnabel besuchte von 1955 bis 1961 ein Neusprachliches und Naturwissenschaftliches Gymnasium in Alzey. Zwischen  1961 und 1963 besuchte er eine höhere kaufmännische Berufsfachschule in Mainz und kam danach von 1963 bis 1966 als Inspektoranwärter zur Deutschen Bundespost. 1965 wurde er Mitglied der CDU. 1966 legte er die Prüfung für den gehobenen Verwaltungsdienst ab. Zwischen 1966 und 1969 war der Diplom-Verwaltungswirt (FH)  beim Fernmeldeamt und dann bis 1984 beim Postamt Bad Kreuznach im Personalbereich und in der Liegenschaftsverwaltung tätig.
Von 1972 bis 1984 war er Mitglied des Verbandsgemeinderats Alzey-Land und von 1979 bis 1984 sowie von 1999 bis zur Kommunalwahl 2014 Ortsbürgermeister von Erbes-Büdesheim. Im Jahre 1979 war er Mitglied des Kreistags Alzey-Worms. Von  1984 bis 1996 wirkte Schnabel als erster Hauptamtlicher Beigeordneter der Verbandsgemeinde Alzey-Land. 1990 war er CDU-Kreisvorsitzender Alzey-Worms und im Jahre darauf  Vorsitzender der CDU-Kreistagsfraktion. 1994 wurde Schnabel Landesvorsitzender der Kommunalpolitischen Vereinigung. Am 20. Mai 1996 wurde er Mitglied des Landtages und Vorsitzender der THW-Helfervereinigung Rheinland-Pfalz. Er war Aufsichtsratsvorsitzender der Volksbank Alzey und ist seit 2013 Vorsitzender des Beirates der Volksbank Alzey-Worms.
Schnabel war vom 18. Mai 2006 bis zu seinem Ausscheiden auf dem Landtag am 17. Mai 2016 Vizepräsident der 15. sowie der 16. Legislaturperiode des Rheinland-Pfälzischen Landtages. Er ist verheiratet, römisch-katholisch und hat eine Tochter.

## Auszeichnungen
- Ritter des Ritterordens vom Heiligen Grab zu Jerusalem
- Freiherr-vom-Stein-Plakette 2013
- Bundesverdienstkreuz am Bande 2018